# Viola epirota
Viola epirota är en violväxtart som först beskrevs av Halácsy, och fick sitt nu gällande namn av T. Raus. Viola epirota ingår i släktet violer, och familjen violväxter. Inga underarter finns listade i Catalogue of Life.